# Saki Ueno
Saki Ueno (上野 紗稀, Ueno Saki, Matsudo, 20 november 1994) is een Japans voetbalster die als verdediger speelt bij JEF United Chiba.

## Carrière

### Clubcarrière
Ueno begon haar carrière in 2013 bij JEF United Chiba.

### Interlandcarrière
Ueno maakte op 26 september 2013 haar debuut in het Japans vrouwenvoetbalelftal tijdens een vriendschappelijke wedstrijd tegen Nigeria.

## Statistieken
| Japans vrouwenvoetbalelftal | Japans vrouwenvoetbalelftal | Japans vrouwenvoetbalelftal |
| Jaar                        | Wed.                        | Dlp.                        |
| --------------------------- | --------------------------- | --------------------------- |
| 2013                        | 1                           | 0                           |
| Totaal                      | 1                           | 0                           |